# Svémyslice
Svémyslice település Csehországban, a Kelet-prágai járásban. Svémyslice Radonice, Dřevčice, Zápy, Jenštejn és Zeleneč településekkel határos. Lakosainak száma 577 fő (2024. január 1.).

## Népesség
A település lakosságának változását az alábbi diagram mutatja:
| Lakosok száma | 120  | 220  | 232  | 158  | 137  | 337  | 435  | 498  | 574  | 577  |
|               | 1869 | 1900 | 1921 | 1961 | 1980 | 2011 | 2016 | 2019 | 2021 | 2024 |